# Eucereon cincta
Eucereon cincta är en fjärilsart som beskrevs av William Schaus 1896. Eucereon cincta ingår i släktet Eucereon och familjen björnspinnare. Inga underarter finns listade i Catalogue of Life.